# Остеррит, Вилли
Вилли Остеррит (нем. Willy Osterrieth, 27 октября 1908 — 8 марта 1931) — бельгийский фехтовальщик, чемпион мира.
Семья Остеррит происходила из Эльзаса. Предки Вилли Остеррита, беженцы-кальвинисты, перебрались в Бельгию из Франкфурта-на-Майне в начале XIX века. Вилли Остеррит родился в 1908 году в Антверпене; его дядя был министром транспорта Бельгии. На Международном первенстве по фехтованию 1930 года Вилли Остеррит завоевал золотую медаль в командном первенстве на шпагах (в 1937 году Международная федерация фехтования признала все проходившие ранее Международные первенства по фехтованию чемпионатами мира). В следующем году 23-летний Вилли Остеррит погиб в катастрофе во время мирового тура в Нидерландской Ост-Индии, в Кали-Бару неподалёку от Сурабайи.